# Canzone d'odio
Canzone d'odio è un brano musicale interpretato della cantante romana Syria, secondo estratto dal suo album Un'altra me.
La canzone è in realtà una reinterpretazione di un brano dei Mambassa, contenuto nel loro album del 2004 ed intitolato Mambassa.